# Kam Jamāl
Kam Jamāl (persiska: کم جمال) är en ort i Iran.   Den ligger i provinsen Hormozgan, i den sydöstra delen av landet, 1 100 km sydost om huvudstaden Teheran. Kam Jamāl ligger 215 meter över havet och antalet invånare är 286.
Terrängen runt Kam Jamāl är platt söderut, men norrut är den kuperad. Runt Kam Jamāl är det glesbefolkat, med 12 invånare per kvadratkilometer. Närmaste större samhälle är Kam Kart, 4,6 km väster om Kam Jamāl. Omgivningarna runt Kam Jamāl är i huvudsak ett öppet busklandskap.